# Războieni
Războieni är en kommun i Neamț, med ett isolerat läge på landsbygden. Orten har 2 272 invånare (2011). 
Orten har ett stort mentalsjukhus beläget i utkanten av byn. Mentalsjukhuset har hela 205 patienter.